# Allensbacher Markt- und Werbeträger-Analyse
Die Allensbacher Markt- und Werbeträger-Analyse (AWA) wird vom Institut für Demoskopie Allensbach im Auftrag von rund 90 Medienanbietern (Verlage und TV-Sender) herausgegeben. Sie untersucht Konsumentengewohnheiten sowie Mediennutzung. Neben der Media-Analyse ist sie eine der wichtigsten Markt-Media-Studien. Seit ihrer ersten Erhebung im Jahr 1959 erscheint die AWA jährlich im Juli.

## Geschichte
Die Allensbacher Markt- und Werbeträgeranalyse, kurz AWA genannt, ermittelt auf breiter statistischer Basis Einstellungen, Konsumgewohnheiten und Mediennutzung der Bevölkerung in Deutschland. Mit dem weiten Themenspektrum und den umfangreichen Ermittlungen zur Mediennutzung in den Bereichen Print, TV, Hörfunk, Internet, Kino und Außenwerbung zählt die AWA zu den bedeutendsten deutschen Markt-Media-Studien. Sie wird seit 1959 vom Institut für Demoskopie Allensbach durchgeführt. Die im Auftrag von derzeit rund 80 Verlagen und TV-Sendern gewonnenen Ergebnisse werden jährlich im Sommer veröffentlicht. 

## Inhalte
Die Studie stellt von mehr als 2000 Märkten sowie Teilmärkten die Kauf- und Verbrauchsgewohnheiten, Interessensstrukturen sowie Verhaltensweisen der Konsumenten dar. Dabei gibt sie über eine große Bandbreite von Märkten, Produkten und Dienstleistungen Auskunft in Bezug auf die Zielgruppenmerkmale.
Die Studie beinhaltet folgende Marktbereiche:
- Soziodemografie
- Politik und Gesellschaft
- Werte, Interessen
- Konsumstile, Marken
- Sport, Freizeit
- Urlaub und Reisen
- Kultur, Bücher
- Sprachen
- Geldanlagen, Versicherungen
- Haus und Wohnen, Garten
- Haushalt
- Essen und Trinken, Rauchen
- Unterhaltungselektronik
- Fotografie
- Computer
- Internet
- Telekommunikation
- Kraftfahrzeuge
- Mode
- Körperpflege und Kosmetik
- Gesundheit, Wellness
- Beruf

Neben der Erfassung von Marktdaten untersucht die Allensbachstudie als einzige intermediale Studie die Nutzung von Werbemedien in Bezug auf Reichweite, Kontaktchancen und Nutzungsfrequenz. Konkret werden Daten zu folgenden Medien erhoben:
- Nutzung von ca. 300 Printmedien
- Nutzung von Fernsehsendern
- Nutzung von Radio (allgemein)
- Nutzung von Außenwerbung
- TV-Genres (Präferenzen)
- Durchschnittlicher Fernsehkonsum
- Durchschnittlicher Radiokonsum
- Kaufhäufigkeit von Zeitschriften/Wochenzeitungen; Tageszeitungs-Abonnement, -Kauf; hohe Ausgabebereitschaft: Zeitungen, Zeitschriften
- Aussagen zum Lesen, zur Nutzung von Zeitungen, Zeitschriften und Büchern
- Quellen für tagesaktuelle Nachrichten
- Werbeaufgeschlossenheit

## Bedeutung
Aufgrund folgender Punkte ist die AWA als Werbeträgerstudie besonders relevant:
- Bestimmung der Werbeleistung in Bezug auf Zielgruppen und Reichweiten von Medien wie einzelne Zeitschriftentitel.

- Möglichkeit zur Erstellung von individuellen Analysen für die Mediaplanung mit Hilfe eines AWA-Planungsprogramms. Bei diesem Planungstool werden bei der Berechnung und Bewertung von Mediaplänen unterschiedliche Zielgruppen, als auch Überschneidungen von verschiedenen Medien, berücksichtigt.

- Ein Vorteil gegenüber anderen Studien wie die Media-Analyse liegt – neben der breiten Marktabdeckung – in der Vielfalt an erhobenen Printmedien. Bei der AWA werden ca. 300 Printmedien ausgewiesen, in der Media-Analyse sind es beispielsweise ca. 180. So beinhaltet sie auch Special Interest-Zeitschriften.

## Methoden

### Grundgesamtheit
Grundgesamtheit ist die deutsche Bevölkerung ab 14 Jahren in Privathaushalten am Ort der Hauptwohnung in der Bundesrepublik Deutschland.

### Stichprobe
Die AWA verwendet eine nach dem Quoten-Auswahlverfahren angelegte Personenstichprobe; 21.068 Befragte (Stand: AWA 2009) wurden insgesamt befragt. Eingesetzt wird ein disproportionaler Stichprobenansatz zur Vergrößerung der Fallzahlen im markt- und mediaanalytisch überdurchschnittlich genutzten Segment der 14- bis unter 60-Jährigen.

### Interviewmethode
Die Umfrage stützt sich ausschließlich auf mündlich-persönliche, nicht auf telefonische Interviews.

### Fallzahl
Die AWA wird aktuell mit ca. 21.000 Fällen veröffentlicht. 

### Rollierendes System
Man arbeitet mit einem sogenannten rollierenden System mit drei Wellen: Frühjahrs- und Herbstwelle des Vorjahres sowie die Frühjahrswelle des aktuellen Jahres. So wird immer die Frühjahrswelle in zwei AWA-Jahrgängen verwendet.
Der Vorteil des Systems ist die höhere Fallzahl, die für Auswertungen zur Verfügung steht. Sie ermöglicht, auch kleine Zielgruppen und Medien adäquat abzubilden. Nachteile gibt es auch:
- Die Daten sind älter
- Neue Merkmale und Medien können erst in der offiziellen Datenbasis erscheinen, wenn sie in allen drei Wellen erhoben wurden. Vorher ist nur ein sogenannter Ausweis auf Teilbasis möglich.